# 장길룡
장길룡(생년 미상 ~ )은 조선민주주의인민공화국의 정치인이다. 전 조선로동당 중앙위원회 정치국 후보위원 겸 내각 화학공업상이다.

## 경력
국가과학원 함흥분원 분원장과 국가과학원 함흥분원 외장재연구중심 소장을 지냈다. 2017년 4월 리무영 후임으로 내각 화학공업상에 임명되었다. 2016년 5월, 조선로동당 제7차 대회에서 조선로동당 중앙위원회 후보위원으로 선출되었다.